# Ben Ramsey
Ben Ramsey, född 28 december 1903 i San Augustine, Texas, död 27 mars 1985 i Austin, Texas, var en amerikansk demokratisk politiker. Han var den 34:e viceguvernören i Texas 1951–1961.
Ramsey studerade vid University of Texas och inledde 1931 sin karriär som advokat. Han var delstatens statssekreterare (Secretary of State of Texas) 19 januari 1949–9 februari 1950. Viceguvernörsämbetet var vakant mellan 1949 och 1951 efter att guvernör Beauford H. Jester hade avlidit i ämbetet och Allan Shivers hade tillträtt guvernörsämbetet men ingen ny viceguvernör hade valts. Ramsey valdes 1950 till viceguvernör och han tillträdde ämbetet den 16 januari 1951.
Viceguvernör Ramsey avgick den 18 september 1961 och ämbetet förblev vakant fram till 1963 då Preston Smith blev viceguvernör.